# فستوس ایایی
فستوس لیایی (انگلیسی: Festus Iyayi) (زاده ۱۹۴۷ - درگذشته ۱۲ نوامبر ۲۰۱۳) نویسنده مشهور اهل نیجریه بود

## زندگی‌نامه
پروفسور فستوس لیایی که متولد ۱۹۴۷ در اسنلند (Esanland) نیجریه بود
این نویسنده که در آثارش بیشتر به زندگی مردمان فقیر آفریقایی می‌پرداخت، در رمان تحسین شده «خشونت» (Violence) بر زندگی جوانی به نام «ایدمودیا» تمرکز کرده بود که در فقر مطلق تلاش می‌کرد تا به حیات خود ادامه بدهد و سرانجام نیز با وجود همه سختی‌های محیط زندگی و طبیعت، به این موفقیت دست پیدا می‌کند.
داستان این رمان در دهه هفتاد میلادی می‌گذرد که موقعیت زندگی مردم خیلی بهتر از امروز و امنیت در آن دوره برای جوانان بیشتر از امروز بود.
وی، به عنوان نماد تلاش برای آزادی بیان دانشگاهیان و بهبود سیستم آموزشی نیجریه شناخته می‌شد. او که رئیس «اتحادیه دانشگاهیان نیجریه» در بین سال‌های ۸۸-۱۹۸۶ بود، در سال ۱۹۸۷ در دوره وزارت ابراهیم بابانگیدا که دوره سختی را بر مردم نیجریه تحمیل کرد، با تعطیل شدن این اتحادیه روبه رو و سرانجام نیز خودش دستگیر شد.
وی در نوشته‌هایش سبکی واقع گرایانه را دنبال می‌کرد و تلاش کرد تا نشان دهد که با وجود مسایل اجتماعی، سیاسی و اخلاقی، فقیر و غنی از حقی یکسان برای حیات برخوردارند.
لیایی دارای تحصیلات عالی بود و در «رشته اقتصاد صنعتی» در دانشگاه بردفورد انگلستان تحصیل کرده بود و مدرک دکتری خود را در سال ۱۹۸۰ گرفته بود. با این حال او پس از پایان تحصیلاتش به زادگاهش بازگشت و به عنوان یکی از اعضای هیات علمی دانشگاه به کار پرداخت.
فستوس لیایی که رمان «خشونت» به قلم او به عنوان اولین رمان پرولتاریایی نیجریه شناخته می‌شد
او نویسنده چندین کتاب بود که «قرارداد» (The Contract) در سال ۱۹۸۲ و «قهرمانان» (Heroes) در سال ۱۹۸۶ از جمله آنها هستند.
لیایی در ۱۲ نوامبر ۲۰۱۳ در یک سانحه تصادف اتومبیل کشته شد.